# Serrat de la Busaroca
El Serrat de la Busaroca és una serra situada al municipi de Moià a la comarca del Moianès, amb una elevació màxima de 941 metres.